# St. Bartholomäus (Pöbring)

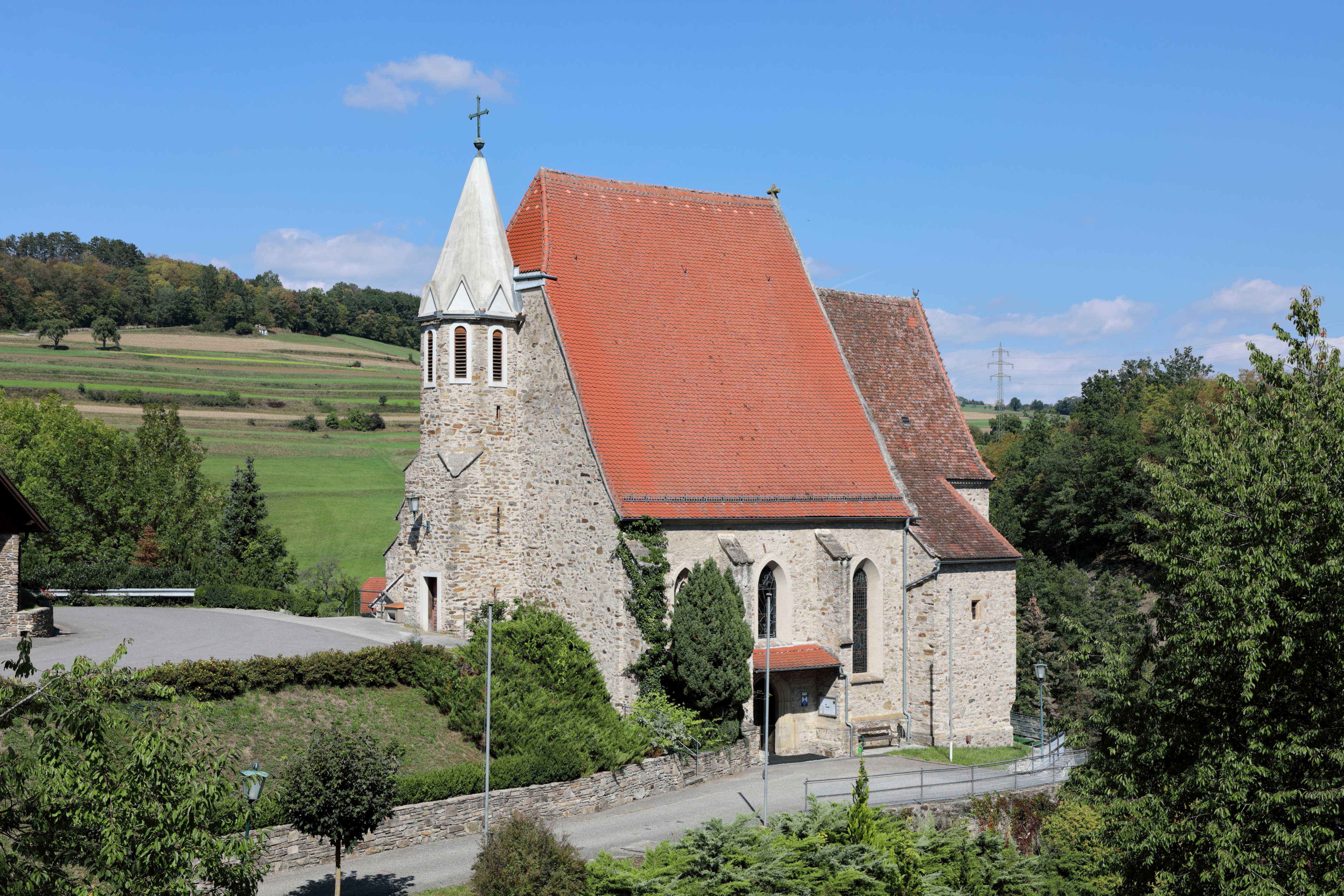
Pfarrkirche Pöbring

Die römisch-katholische Pfarrkirche St. Bartholomäus in der niederösterreichischen Ortschaft Pöbring ist ein spätgotischer Bau aus unverputztem Bruchsteinmauerwerk auf einer Felsterrasse westlich des Schwarzaubachtales. Die Kirche wurde um 1500 erbaut. Sie hat einen niedrigen Westturm, der den steilen Dachfirst des Langhauses kaum überragt. Sie steht unter Denkmalschutz (Listeneintrag).

## Geschichte
Die Pfarre gehört zum Dekanat Maria Taferl. Im 12./13. Jahrhundert war Pöbring nachweislich eine Filiale von Weiten. Eine Nennung als Vikariat stammt aus dem Jahr 1334. Im Jahr 1784 erfolgte die Erhebung zur Pfarre. Der Sage nach gab es an diesem Ort bereits in früherer Zeit eine Pfarre, die nach einer Pestepidemie aufgelöst und der Pfarre Weiten angeschlossen worden sein soll. Schriftliche Nachweise für den Wahrheitsgehalt dieser Überlieferung sind jedoch nicht bekannt.

## Äußeres
Das Langhaus hat einen profilierten Sockel sowie ein hohes, steiles Dach mit Schopfwalm im Westen und Steinkreuz im Osten. Die Wände werden von Strebepfeilern mit Wasserschlägen gestützt. Zwei davon sind an der Südseite mit geschweiften Giebelverdachungen versehen. Die Spitzbogenfenster des Bauwerks verfügen teilweise über zweibahniges Maßwerk. Manche davon wurden 1797 vergrößert. Durch zwei Spitzbogenportale mit reich verstäbtem Gewände und seitlichen Steinbänken vom ist die Kirche zugänglich. Über dem südlichen Portal ist eine reliefierte Steinrosette zu sehen. Der eingezogene Chor mit hohem profiliertem Sockel und niedrigem Halbwalmdach stammt aus der Zeit um 1500. Der vorgestellte Westturm aus dem ersten Viertel des 16. Jahrhunderts hat ein achteckiges Glockengeschoß, einen gemauerten Pyramidenhelm mit Giebelkranz, schmale Schlitzfenster und rundbogige Schallfenster. An der Südseite des Chores befindet sich außerdem ein zweigeschoßiger Sakristeianbau aus der Zeit um 1500.

## Inneres

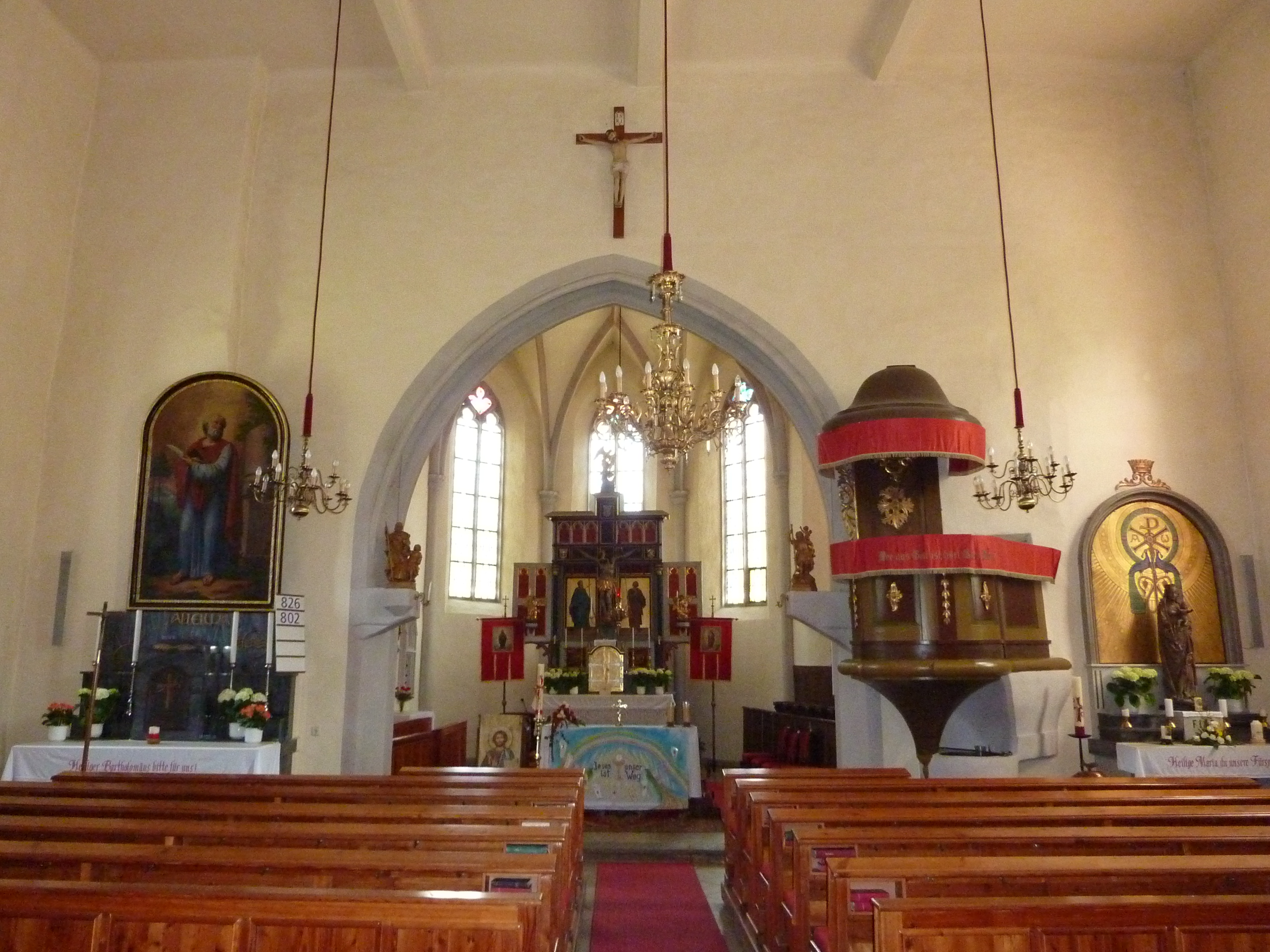
Pfarrkirche Pöbring

Das Langhaus aus der Zeit um 1500 hatte ursprünglich drei Schiffe und drei Joche. 1797 wurde es zu einem kurzen Saalraum mit ungegliederten Wänden und Flachdecke umgestaltet. Die platzlunterwölbte Westempore vom Ende des 18. Jahrhunderts verfügt über Pilaster mit profilierten Kämpfern und Gesims. Sie ist in Korbbogenarkaden zum Saal hin geöffnet. Hinter dem stark eingezogenen, profilierten Triumphbogen liegt der eingezogene, zweijochige Chor mit Fünfachtelschluss, dessen Südwand stark aus der Achse gerückt ist. Sein Netzrippengewölbe mit Schlusssteinen ist im vorderen Bereich von gekehlten und profilierten Konsolen und im Schluss von Runddiensten anlaufend. An der Nordseite gibt es eine rechteckige Sakramentsnische mit Giebel und Fialen in mehrfach profilierter Rahmung. Im Süden führt ein Schulterbogenportal mit verstäbtem Gewände zur tonnengewölbten Sakristei. Eine von Josef Raukamp angefertigte Glasmalerei aus der Mitte des 20. Jahrhunderts stellt den hl. Karl Borromäus dar.

## Einrichtung
Der neugotische Hochaltar mit Flügelaufbau stammt urkundlich aus dem Jahr 1867. Er verfügt über eine Kruzifix-Skulptur, flankiert von gemalten Darstellungen von Maria und Johannes. Die beiden Seitenaltäre stammen aus jüngerer Zeit. Links ist auf einem von Franz Maierhofer im Jahr 1865 gemalten Bild der hl. Bartholomäus zu sehen.
Die Orgel mit 7 Registern wurde 1911 von Franz Capek gebaut. Zur weiteren Ausstattung zählen unter anderem eine Kanzel aus dem 19. Jahrhundert, eine gemalte Brettfigur Kruzifix aus dem 18. Jahrhundert, Kreuzwegbilder des 19. Jahrhunderts, ein kleiner, gotischer Opferstock, der über einem quadratischen Sockel in ein Achteck übergeht, ein spätgotischer Taufstein sowie ein neugotischer Beichtstuhl aus der zweiten Hälfte des 19. Jahrhunderts. An der Südwand des Chores ist ein bemerkenswertes venezianisches Tafelbild zu sehen: Madonna zwischen Hll. Hieronymus und Johannes der Täufer. Das Werk stammt aus dem Jahr 1500 und hat einen Renaissancerahmen mit reliefierten seitlichen Pilastern.